# Commission des forces armées de la Chambre des représentants des États-Unis

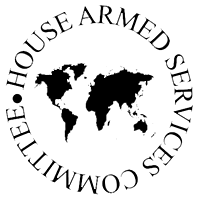
United States House Committee on Armed Services.

La Commission des forces armées de la Chambre des représentants des États-Unis (United States House Committee on Armed Services) est une commission permanente de la Chambre américaine des représentants. Elle est responsable du financement et de la surveillance du département de la Défense (DOD) et des forces armées des États-Unis, ainsi que d’une partie importante du département de l'Énergie des États-Unis.

## Histoire
La Commission des forces armées (« Armed Services Committee ») est créée par la Loi de réorganisation législative de 1946 (en) qui consolide les fonctions des deux comités précédents : le Comité des affaires militaires (« Committee on Military Affairs ») et le Comité des affaires navales (« Committee on Naval Affairs ») qui ont été créés en tant que comités permanents en 1822. Le Comité sur la milice (« Committee on the Militia »), créé lui en 1835, a existé jusqu'en 1911, date de son abolition et sa compétence a été transférée au Comité des affaires militaires. 
Lorsque les républicains ont pris le contrôle de la Chambre des représentants en 1994, le comité a été renommé Commission sur la sécurité nationale (« Committee on National Security »). Il a ensuite été rebaptisé Commission des forces armées.

## Membres

### Membres du116econgrès
| Majorité | Minorité |
| --- | --- |
| - Adam Smith, Washington, Président - Susan Davis, Californie - James Langevin, Rhode Island - Rick Larsen, Washington - Jim Cooper, Tennessee - Joe Courtney, Connecticut - John Garamendi, Californie - Jackie Speier, Californie - Tulsi Gabbard, Hawaï - Donald Norcross, New Jersey - Ruben Gallego, Arizona - Seth Moulton, Massachusetts - Salud Carbajal, Californie - Anthony G. Brown, Maryland - Ro Khanna, Californie - Bill Keating, Massachusetts - Filemon Vela, Texas - Andy Kim, New Jersey - Kendra Horn, Oklahoma - Gil Cisneros, Californie - Chrissy Houlahan, Pennsylvanie - Jason Crow, Colorado - Xochitl Torres Small, Nouveau-Mexique - Elissa Slotkin, Michigan - Mikie Sherrill, New Jersey - Katie Hill, Californie (jusqu'au 3 novembre 2019) - Veronica Escobar, Texas - Deb Haaland, Nouveau-Mexique - Jared Golden, Maine - Lori Trahan, Massachusetts - Elaine Luria, Virginie - Anthony Brindisi, New York (depuis le 19 novembre 2019) | - Mac Thornberry, Texas, - Joe Wilson, Caroline du Sud - Rob Bishop, Utah - Mike Turner, Ohio - Mike Rogers, Alabama - Mike Conaway, Texas - Doug Lamborn, Colorado - Rob Wittman, Virginie - Vicky Hartzler, Missouri - Austin Scott, Géorgie - Mo Brooks, Alabama - Paul Cook, Californie - Bradley Byrne, Alabama - Sam Graves, Missouri - Elise Stefanik, New York - Scott DesJarlais, Tennessee - Ralph Abraham, Louisiane - Trent Kelly, Mississippi - Mike Gallagher, Wisconsin - Matt Gaetz, Floride - Don Bacon, Nebraska - Jim Banks, Indiana - Liz Cheney, Wyoming - Paul Mitchell, Michigan - Jack Bergman, Michigan - Michael Waltz, Floride |

### Membres du114econgrès
| Majorité | Minorité |
| --- | --- |
| - Mac Thornberry, Texas, Président - Walter B. Jones, Caroline du Nord - Randy Forbes, Virginie - Jeff Miller, Floride - Joe Wilson, Caroline du Sud - Frank LoBiondo, New Jersey - Rob Bishop, Utah - Mike Turner, Ohio - John Kline, Minnesota - Mike Rogers, Alabama - Trent Franks, Arizona - Bill Shuster, Pennsylvanie - Mike Conaway, Texas - Doug Lamborn, Colorado - Rob Wittman, Virginie - Duncan D. Hunter, Californie - John C. Fleming, Louisiane - Mike Coffman, Colorado - Scott Rigell, Virginia - Chris Gibson, New York - Vicky Hartzler, Missouri - Joe Heck, Nevada - Austin Scott, Géorgie - Steven Palazzo, Mississippi - Martha Roby, Alabama - Mo Brooks, Alabama - Rich Nugent, Floride - Paul Cook, Californie - Jim Bridenstine, Oklahoma - Brad Wenstrup, Ohio - Jackie Walorski, Indiana - Bradley Byrne, Alabama - Sam Graves, Missouri - Ryan Zinke, Montana - Elise Stefanik, New York - Martha McSally, Arizona - Steve Knight, Californie - Tom MacArthur, New Jersey | - Adam Smith, Washington - Loretta Sánchez, Californie - Bob Brady, Pennsylvanie - Susan Davis, Californie - James Langevin, Rhode Island - Rick Larsen, Washington - Jim Cooper, Tennessee - Madeleine Bordallo, Guam - Joe Courtney, Connecticut - David Loebsack, Iowa - Niki Tsongas, Massachusetts - John Garamendi, Californie - Hank Johnson, Georgia - Jackie Speier, Californie - André Carson, Indiana - Derek Kilmer, Washington - Joaquín Castro, Texas - Tammy Duckworth, Illinois - Scott Peters, Californie - Marc Veasey, Texas - Tulsi Gabbard, Hawaï - Tim Walz, Minnesota - Beto O'Rourke, Texas - Donald Norcross, New Jersey - Ruben Gallego, Arizona - Mark Takai, Hawaï - Gwen Graham, Floride - Brad Ashford, Nebraska - Seth Moulton, Massachusetts - Pete Aguilar, Californie |

## Sous-commissions
| Sous-commissions                              | Président              | Membre                |
| --------------------------------------------- | ---------------------- | --------------------- |
| Forces aériennes et terrestres tactiques      | Donald Norcross (D-NJ) | Vicky Hartzler (R-MO) |
| Personnel militaire                           | Jackie Speier (D-CA)   | Trent Kelly (R-MS)    |
| Préparation                                   | John Garamendi (D-CA)  | Doug Lamborn (R-CO)   |
| Forces de projection                          | Joe Courtney (D-CT)    | Rob Wittman (R-VA)    |
| Forces stratégiques                           | Jim Cooper (D-TN)      | Mike Turner (R-OH)    |
| Intelligence, Menaces émergentes et Capacités | James Langevin (D-RI)  | Elise Stefanik (R-NY) |

## Président depuis 1947
| Président            | Parti       | États           | Période       |
| -------------------- | ----------- | --------------- | ------------- |
| Walter G. Andrews    | Républicain | New York        | 1947-1949     |
| Carl Vinson          | Démocrate   | Géorgie         | 1949-1953     |
| Dewey J. Short       | Républicain | Missouri        | 1953-1955     |
| Carl Vinson          | Démocrate   | Géorgie         | 1955-1965     |
| L. Mendel Rivers     | Démocrate   | Caroline du Sud | 1965-1970     |
| Philip J. Philbin    | Démocrate   | Massachusetts   | 1970-1971     |
| F. Edward Hébert     | Démocrate   | Louisiane       | 1971-1975     |
| Charles Melvin Price | Démocrate   | Illinois        | 1975-1985     |
| Les Aspin            | Démocrate   | Wisconsin       | 1985-1993     |
| Ronald Dellums       | Démocrate   | Californie      | 1993-1995     |
| Floyd D. Spence      | Républicain | Caroline du Sud | 1995-2001     |
| Robert L. Stump      | Républicain | Arizona         | 2001-2003     |
| Duncan Hunter        | Républicain | Californie      | 2003-2007     |
| Ike Skelton          | Démocrate   | Missouri        | 2007-2011     |
| Buck McKeon          | Républicain | Californie      | 2011-2015     |
| Mac Thornberry       | Républicain | Texas           | 2015-2019     |
| Adam Smith           | Démocrate   | Washington      | 2019-2023     |
| Mike Rogers          | Républicain | Alabama         | 2023-en cours |